# کالن (پنسیلوانیا)
کالن (به انگلیسی: Caln) یک منطقهٔ مسکونی در ایالات متحده آمریکا است که در شهرستان چستر، پنسیلوانیا واقع شده‌است. کالن ۲٫۱ کیلومتر مربع مساحت و ۱٬۵۱۹ نفر جمعیت دارد و ۱۰۵٫۱۶ متر بالاتر از سطح دریا واقع شده‌است.